# Obere Warnow
Obere Warnow é um município da Alemanha, situado no distrito de Ludwigslust-Parchim, no estado de Mecklemburgo-Pomerânia Ocidental. Tem 46,47 km² de área, e sua população em 2019 foi estimada em 775 habitantes.